# Coccidoctonus terebratus
Coccidoctonus terebratus är en stekelart som först beskrevs av Hayat, Alam och Agarwal 1975.  Coccidoctonus terebratus ingår i släktet Coccidoctonus och familjen sköldlussteklar. Inga underarter finns listade i Catalogue of Life.